# Triple Amenaza (película de 2019)
Triple Threat (titulada como Triple Amenaza en Hispanoamérica) es una película de suspenso y acción sino-tailandesa de 2019 dirigida por Jesse V. Johnson a partir de una historia y guion de Joey O'Bryan, Paul Staheli y Dwayne Smith.
La película se lanzó el 19 de marzo de 2019 con críticas positivas de los críticos y elogios por su coreografía y dirección de acción.

## Argumento
Deveraux recluta a Payu y Long Fei, dos jóvenes veteranos de las fuerzas armadas tailandesas y chinas, respectivamente, en una misión humanitaria en Tailandia para liberar a los prisioneros. Sin que Payu y Long lo sepan, Deveraux y su equipo, formado por Mook, Joey, Steiner y Dom, en realidad quieren utilizar esta misión para liberar a su líder Collins, un terrorista. Deveraux y su equipo disparan contra la aldea custodiada por soldados indonesios, despertando a Jaka y matando a su esposa. Durante el caos que siguió, Payu y Jaka pelean, pero fueron interrumpidos cuando Mook dispara una granada a Jaka, dejándolo inconsciente.
Más tarde, Collins es liberado y Deveraux traiciona a Payu y Long para atar los cabos sueltos y arrojarlos a una jaula. Collins coloca una bomba para quemar la evidencia. Los dos jóvenes liberan a los prisioneros restantes y apenas escapan. Jaka se despierta y ve su pueblo en ruinas. Después de enterrar a su esposa y a los aldeanos, Jaka jura venganza contra Payu y los responsables de la destrucción de su aldea. Unos días después, Jaka se entera de que Payu y Long están participando en un ring de boxeo ilegal en Maha Jaya. Después de que Payu derrota a un boxeador, Jaka y Long se enfrentan y este último gana, pero Payu lo reconoce como el aldeano con el que peleó hace unos días. Después de curar a Jaka y darle comida, éste los emborracha y llama a la policía. Payu y Long son arrestados y enviados a la comisaría.
El filántropo chino Tian Xiao Xian llega a Maha Jaya y planea donar dinero a organizaciones benéficas para purgar la corrupción de la ciudad. Su Feng, una empresaria corrupta que detesta a Tian por obstaculizar sus actividades ilegales, ordena a Collins y su equipo que la maten. Mientras Madame Liang lleva a Tian a la embajada china, Collins y su tripulación llegan e intentan matarla. En el proceso, muchos guardaespaldas locales mueren, Liang resulta herido, no sin antes dispararle a Dom y decirle a Tian que debe ir a la estación de policía, ya que es el único lugar donde estará a salvo. Tian llega a la comisaría para pedir ayuda, pero los agentes no la entienden debido a la barrera del idioma. Los oficiales le llevaron a Long como traductor, mientras interrogaban a Payu en otra habitación.
Mientras tanto, Collins y su equipo llegan a la comisaría después de un aviso de Jaka. Mientras Payu lucha contra Steiner, Jaka le dispara y ello permite a Payu matar a Steiner. Jaka revela que hizo arrestar a Payu y Long para sacar a Collins. Long pelea contra Joey y lo vence, escapando con Payu y Tian. Jaka mata a Mook haciéndola volar con un lanzagranadas, luego se encuentra con Collins y finge aliarse con él. Payu llama a Collins y le ofrece cambiar a Tian por 100.000 dólares y su libertad, y pide reunirse en la antigua Casa Polo. Collins acepta verbalmente, pero luego les dice a su equipo y a Jaka que usen todo el dinero restante para contratar tiradores que los maten. Payu acude a su antiguo jefe y lo convence para que les dé armas.
Long y Tian se encuentran con Collins y su equipo en el lugar, mientras Payu rápidamente mata a tiros a todos los tiradores. Long noquea a Joey rompiéndole un ladrillo en la cabeza y ayuda a Jaka a matar a Deveraux. Después de llamar al embajador chino para revelar la ubicación de Tian, Jaka intenta ayudar a Payu a vencer a Collins, pero este último es demasiado para ellos. Collins patea a Jaka desde el balcón, encuentra a Tian e intenta dispararle, pero Long recibe la bala. Payu llega y finalmente mata a Collins. Joey se despierta y está a punto de dispararle a Payu cuando Tian lo mata. Al día siguiente, arrestan a Su Feng. Liang encuentra a Tian y le revela que Jaka fue quien les dio su ubicación. Liang lleva a Tian a la embajada de China, mientras Payu y Long reprenden en broma a Jaka por casi hacer que los maten a todos con su plan.

## Reparto
- Tony Jaa como Payu
- Iko Uwais como Jaka
- Tiger Chen como Long Fei
- Scott Adkins como Collins
- Michael Jai White como Devereaux
- Michael Bisping como Joey
- Celina Jade como Tian Xiao Xian
- Jeeja Yanin como Mook
- Ron Smoorenburg como Steiner
- Dominique Vandenberg como Dom
- Sile Zhang como la esposa de Jaka
- Michael Wong como el líder de la Tríada
- Jennifer Qi Jun Yang como Madame Liang
- Monica Mok como Su Feng
- Selina Lo como el reportero Fei Chen

## Recepción
La película tiene un índice de aprobación del 67% según 33 reseñas en Rotten Tomatoes, con una calificación promedio de 5,7/10. El consenso del sitio web dice: «Triple Threat podría haber hecho un mejor uso de su elenco para llamar la atención, pero los fanáticos de la acción aún deberían encontrar los resultados finales lo suficientemente entretenidos como para calificar un alquiler». Rotten Tomatoes también la clasificó en el puesto número 4 en su lista de «Las mejores películas de acción de 2019». En Metacritic, la película tiene una puntuación promedio ponderada de 60 sobre 100 basada en 4 reseñas, lo que indica «críticas mixtas o promedio».